# Джуманиязов, Базарбай Сагадиевич
Базарба́й Сагади́евич Джумания́зов (каз. Базарбай Сағадиұлы Жұманиязов; 1 ноября 1936, посёлок Урда, Джаныбекский район, Уральская область, Казахская ССР, ныне Хан Ордасы, Бокейординский район, Западно-Казахстанская область, Казахстан — 17 августа 2015, Алма-Ата, Казахстан) — казахский композитор и педагог. Народный артист Казахстана (1991).

## Биография
Происходит из рода Тана племени  Байулы Младшего жуза.
В 1965 году окончил Алма-Атинскую консерваторию у Евгения Брусиловского (композиция).
В 1964—1965 годах — музыкальный редактор киностудии «Казахфильм». В 1965—1966 — заведующий музыкальной редакцией издательства «Мектеп».
В 1984—1987 годах — директор Казахского государственного академического театра оперы и балета имени Абая.
В 1966—1998 годах преподавал инструментовку и оркестровое дирижирование в Алма-Атинской консерватории, с 1984 года — доцент, а с 1997 года — профессор.
Писал музыку к спектаклям и фильмам.
В 1973—1984 и в 1991—1998 годы возглавлял Союз композиторов Казахстана.
Член КПСС в 1978—1991 годах.

## Сочинения
- опера «Махамбет» (1986)
- кантата «Земля» для солиста, хора и симфонического оркестра (1965, 2-я редакция 1967, на стихи Олжаса Сулейменова)
- кантата «О Родине» (1972)
- кантата «Слава труду» (1974, на стихи Саги Жиенбаева)
- кантата «Торжество Родины» (1975, на стихи Жараскана Абдрашева)
- кантата «Праздничная» (1980, на стихи Кадыра Мырзалиева)
- кантата «Поступь времени» (1980)
- кантата «Дружба» (1982)
- оркестровая поэма «Серпер» (1964)
- вокально-симфоническая поэма Песня о моём народе (1969, на стихи К. Идрисова)
- увертюра-кюй для оркестра казахских народных инструментов (1967)
- увертюра «Праздничная» для оркестра казахских народных инструментов (1972)
- соната для фортепиано (1963)
- детская фортепианная сюита «Балалар» (1959)
- прелюдия «Памяти М. Тулебаева» для фортепиано (1959)
- прелюдия-поэма для фортепиано (1961)
- вариации «Зауреш» для фортепиано (1962)
- симфоническая картина «Степь» (1976)
- хоровая поэма «Песня гнева» (1978, на стихи Махамбета)
- симфоническая кюя «Радость» (1980)
- симфоническая поэма «1731 год» (1982)
- сюита для симфонического оркестра № 1 (1986)
- сюита для симфонического оркестра № 2 (1987)
- хорал для органа и струнного оркестра (1982)

## Награды
- 1970 — премия Ленинского комсомола Казахской ССР
- 1983 — Заслуженный деятель искусств Казахской ССР
- 1986 — Орден Дружбы народов
- 1991 (27 декабря) — почётное звания Народный артист Казахстана
- 1999 — Орден Парасат